# Escudo de Alfoz de Lloredo
El escudo de Alfoz de Lloredo es uno de los símbolos del municipio español de Alfoz de Lloredo en Cantabria, junto a su bandera. Dicho escudo queda organizado de la manera siguiente: escudo cortado: 1º de oro, un árbol de sinople; 2º de azur, una estrella de nueve puntas de oro. El escudo se timbra con la corona real española.
La estrella de nueve puntas en oro rememora que Alfoz de Lloredo fue uno de los nueve valles de las Asturias de Santillana que, tras emanciparse del poder señorial del Ducado del Infantado en 1581, constituyeron la provincia de los Nueve Valles, germen de la actual Cantabria.
El escudo fue adoptado por el Ayuntamiento siendo autorizado por el Consejo de Gobierno de Cantabria el día 4 de junio de 1990, previo informe favorable emitido por la Real Academia de la Historia con fecha 9 de febrero de 1990.